# Vélo d'or français 2022
Navigation
Édition précédente Édition suivante
Le Vélo d'or français 2022 est une récompense attribuée par le magazine Vélo Magazine, récompensant le ou la meilleur(e) cycliste français(e) de la saison 2022.
C'est la 31e édition du Vélo d'or français.

## Classement
Les résultats du vélo d'or français sont dévoilés le 1er décembre 2022.
| Rang | Coureur                | Équipe           | Discipline  |
| ---- | ---------------------- | ---------------- | ----------- |
| 1    | Pauline Ferrand-Prévot | BMC              | VTT, Gravel |
| 2    | Christophe Laporte     | Jumbo - Visma    | Route       |
| 3    | Mathilde Gros          | Salon Cyclosport | Piste       |

## Résultats
Les résultats marquants des trois premiers du vélo d'or français en 2022
Pauline Ferrand-Prévot (BMC) :
- Championne du monde de VTT cross-country olympique, short track et marathon.
- Championne du monde de gravel
- vice-championne d'Europe de VTT cross country
- Championne de France de VTT short-track
- vice-championne de France de VTT cross country
- Coupe du monde de VTT cross-country : vainqueure d'une manche format olympique et d'une manche de short-track
- Vainqueure du Roc d'Azur

Christophe Laporte (Jumbo-Visma) :
- 1re étape de Paris-Nice
- 19e étape du Tour de France
- vice-champion du monde sur route
- 2e de l'E3 Saxo Bank Classic
- 2e de Gand-Wevelgem
- Vainqueur du Tour du Danemark

Mathilde Gros (Salon Cyclosport) :
- Championne du monde de vitesse individuelle
- vice-championne d'Europe de vitesse individuelle
- Championne de France de vitesse et du keirin
- Vainqueure du classement général du sprint de la Ligue des champions (4 victoires sur 5 épreuves de vitesse)

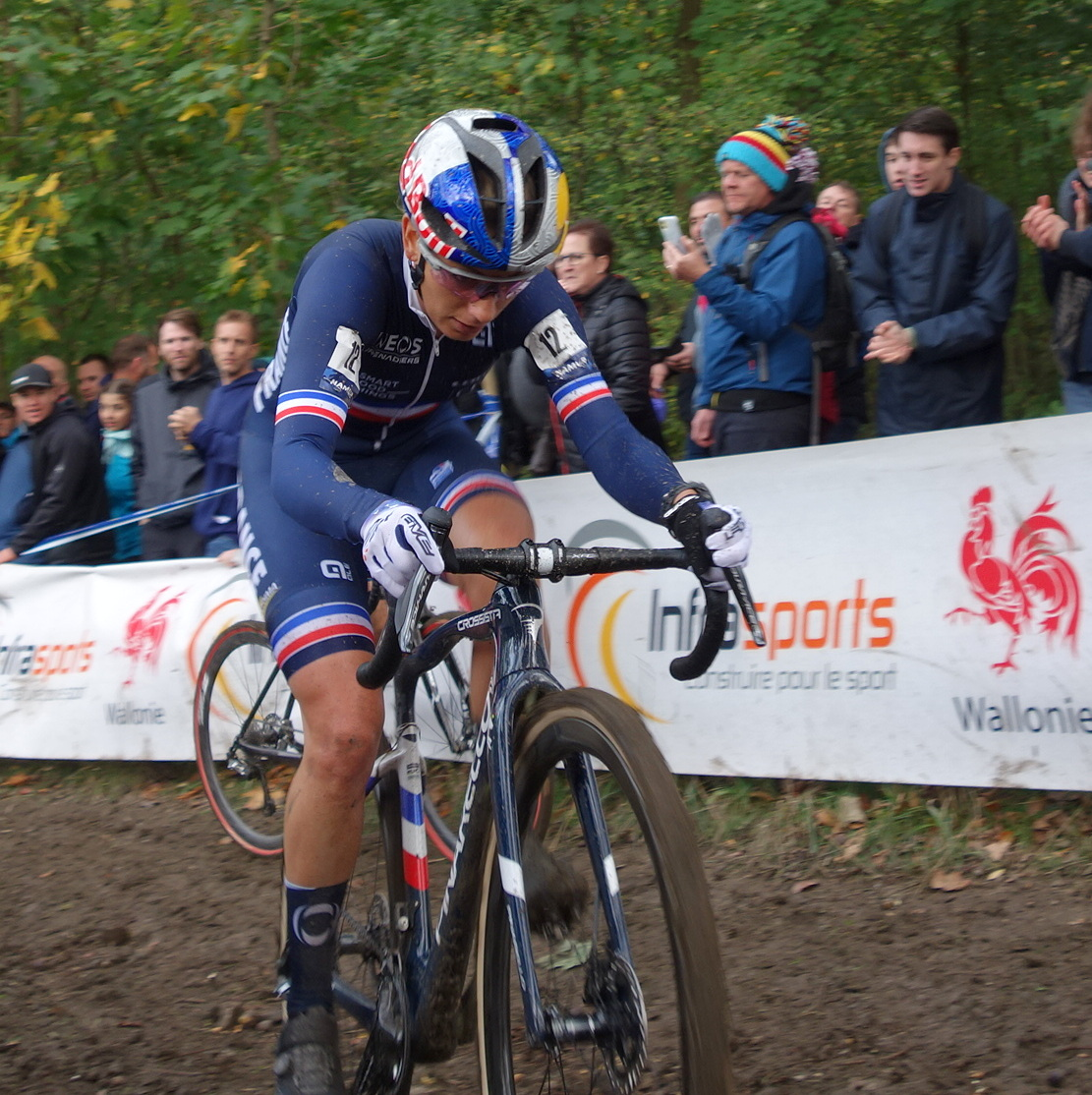
Pauline Ferrand-Prévot
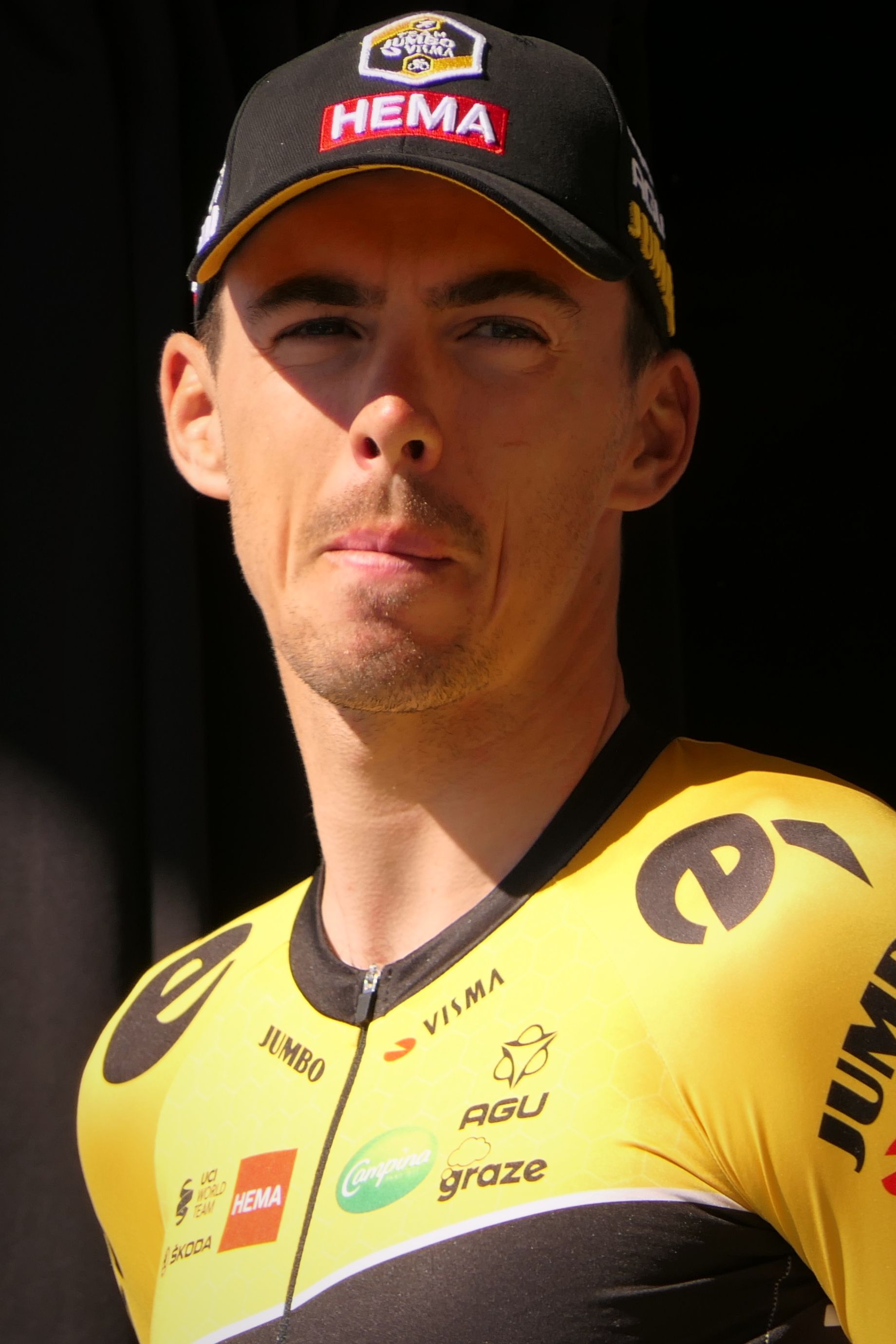
Christophe Laporte
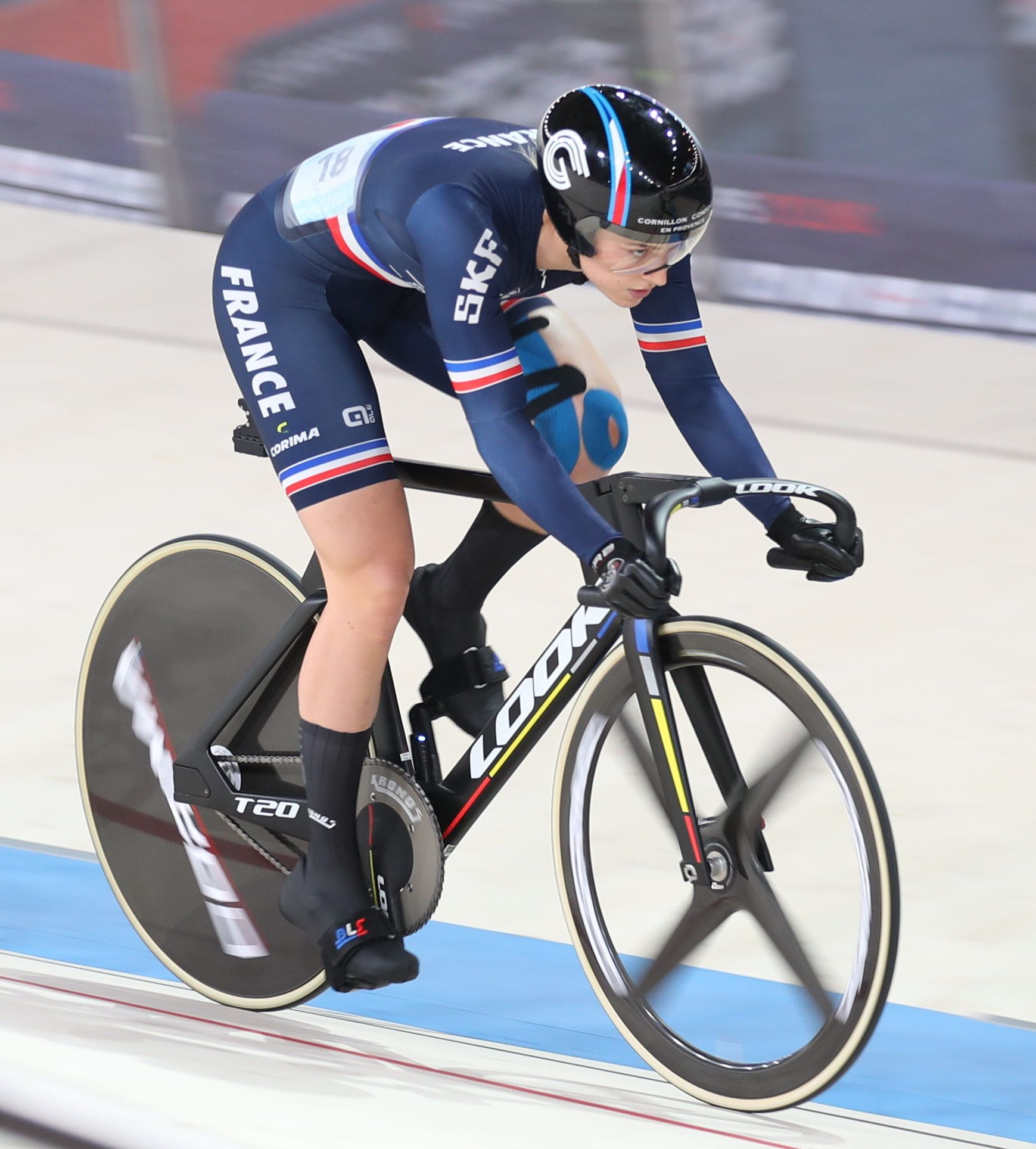
Mathilde Gros

## Autres Vélo d'or
Il existe également des distinctions données par Vélo Magazine pour les catégories de jeunes.
| Espoirs (moins de 23 ans) | Juniors (17-18 ans) | Cadets (15-16 ans) |
| ------------------------- | ------------------- | ------------------ |
| Romain Grégoire           | Thibaud Gruel       | Lucas Menanteau    |